# Casinaria minima
Casinaria minima là một loài tò vò trong họ Ichneumonidae.